# Ravvedimento operoso
Il Ravvedimento operoso, regolamentato per la prima volta dall'art. 14 della Legge 29 dicembre 1990, n. 408, e successivamente disciplinato dall'art. 13 del Decreto legislativo 18 dicembre 1997, n. 472, è un istituto giuridico finalizzato al ripristino della legalità violata in ambito amministrativo tributario.
Per il tramite del ravvedimento il contribuente può spontaneamente regolarizzare errori o illeciti fiscali, versando entro il termine prescritto il tributo non pagato, una sanzione stabilita in misura ridotta e gli interessi, calcolati giorno per giorno sul tributo non pagato al tasso legale, che dal 1º gennaio 2008 al 31 dicembre 2009 era pari al 3% in ragione d'anno, dal 1º gennaio 2010 al 31 dicembre 2010 pari all'1% in ragione d'anno, dal 1º gennaio 2011 al 31 dicembre 2011 pari all'1,5% in ragione d'anno, dal 1º gennaio 2012 pari al 2,5% in ragione d'anno (vedi Decreto 12 dicembre 2011) e dal 1º gennaio 2014 pari all'1% in ragione d'anno.

## Metodologia di calcolo
L'entità della sanzione varia in base alla tempestività del ravvedimento e del tipo di violazione.
Dati aggiornati con il D.L. n. 185/2008, conv. in legge n. 2/2009, e con la successiva variazione prevista dalla Legge Finanziaria per il 2011, per le violazioni commesse a decorrere dal 1º febbraio 2011:

### Ravvedimento "sprint" o ravvedimento "mini"
Il decreto Legge 98/2011 ("manovra d'estate") ha istituito la possibilità di usufruire del cosiddetto ravvedimento sprint, in base al quale la sanzione minima viene ridotta a 1/15 per ogni giorno di ritardo nel versamento, fino a 14 giorni. Di conseguenza per ogni giorno di ritardo, fino al quattordicesimo, se la sanzione per l'omesso versamento è il 30%, si pagherà lo 0,2% di sanzione (ovvero 2,8% se si paga il quattordicesimo giorno). Dal 15º al 30º giorno di ritardo, si torna a pagare la sanzione per il ravvedimento breve.

### Ravvedimento breve
I versamenti effettuati con ritardo non superiore a trenta giorni sono assoggettati a una sanzione corrispondente a:
- 1/12 del 30% (corrispondente al 2,5%) dell'ammontare dell'imposta oggetto del ravvedimento, oltre agli interessi calcolati al tasso legale pro tempore vigente.

Per le violazioni commesse dopo il 1º febbraio 2011, la Legge Finanziaria per il 2011 ha stabilito che la sanzione salga a 1/10 del minimo (ossia al 3%)

#### Esempio di calcolo del ravvedimento breve
Prendendo ad esempio un'imposta sul reddito delle persone fisiche (IRPEF) corrispondente a 100 Euro, versata con 29 giorni di ritardo, la sanzione da ravvedimento da versare a mezzo modello F24 (con codice tributo 8901) sarà di Euro 2,5, alla quale si dovranno aggiungere gli interessi di mora.

### Ravvedimento lungo
I versamenti effettuati con ritardo superiore a trenta giorni, ma comunque entro i termini di presentazione della dichiarazione relativa all'anno in cui è stata commessa la violazione (ovvero, quando non è prevista dichiarazione periodica, entro un anno), sono assoggettati a una sanzione corrispondente a:
- 1/10 del 30% (corrispondente al 3%) dell'ammontare dell'imposta oggetto del ravvedimento, oltre agli interessi calcolati al tasso legale pro tempore vigente.

Per le violazioni commesse dopo il 1º febbraio 2011, la Legge Finanziaria per il 2011 ha stabilito che la sanzione salga a 1/8 del minimo (ossia al 3,75%)

#### Esempio di calcolo del ravvedimento lungo
Prendendo ad esempio un'imposta sul reddito delle persone fisiche (IRPEF) corrispondente a 100 Euro, versata con 6 mesi di ritardo, ma comunque entro i termini di scadenza della dichiarazione unificata (Modello Unico), la sanzione da ravvedimento da versare a mezzo modello F24 (con codice tributo 8901) sarà di Euro 3,00, alla quale si dovranno aggiungere gli interessi di mora.
Il D.Lgs. 24 settembre 2015, n. 158, ha disposto (con l'art. 32, comma 1) che a decorrere dal 1º gennaio 2017 per i versamenti effettuati con un ritardo non superiore a novanta giorni, la sanzione è ridotta alla metà. In sostanza la sanzione base su cui applicare le riduzioni di cui al ravvedimento operoso non è il 30%, ma il 15%.

## Ambito di applicazione del Ravvedimento Operoso
Contrariamente a quanto disciplinato dalla L. 408/1990, che prevedeva l'applicazione dell'istituto del ravvedimento solo nell'ambito delle imposte dirette e dell'IVA, in base al D. Lgs. n. 472/1997 il ravvedimento operoso è applicabile a tutti i tributi.
In base all'art. 13, 1° comma, D. Lgs. n. 472/1997, il contribuente non può avvalersi del ravvedimento operoso quando:
- La violazione è già stata constatata dall'Amministrazione finanziaria;
- Sono iniziati accessi, ispezioni o verifiche;
- Sono iniziate altre attività amministrative di accertamento delle quali l'autore o i soggetti solidalmente obbligati hanno avuto formale conoscenza.

Relativamente al primo punto è stato precisato, nella C.M. 10/07/1998, n. 180/E, che deve ritenersi consentito il ravvedimento quando, quantunque la violazione sia stata constatata dall'ufficio accertatore, la constatazione non è stata portata a conoscenza del trasgressore mediante formale notifica.
Con riferimento al D.L. n. 185/2008 cambia anche il metodo di calcolo relativo alla sanzione prevista per l'omissione della dichiarazione IVA. Viene infatti ridotta a 1/12 (un dodicesimo) del minimo (30%) se la dichiarazione viene presentata con ritardo non superiore a 90 (novanta) giorni ovvero a un dodicesimo del minimo di quella prevista per l'omessa presentazione della dichiarazione periodica prescritta in materia IVA, se questa viene presentata con ritardo non superiore a 30 giorni.

Nella pratica, e assumendo come ipotesi quella di violazione relativa all'omesso versamento di imposta, l'effettuazione dello stesso dopo la scadenza costerà in termini di sanzioni, laddove la sanatoria intervenga nei 30 giorni successivi alla predetta scadenza, un importo pari al 2.5% dell'imposta stessa in luogo del previgente 3,75%. Peraltro, in caso di sanatoria entro il termine di presentazione della dichiarazione successiva, la sanzione sarà del 3%. Ulteriore esempio può essere quello del ravvedimento operoso effettuato per integrare una dichiarazione originariamente infedele. In questo caso l'imposta sarà gravata di un ulteriore 10% a titolo di sanzione in luogo del 20% previgente.
1. ↑   LEGGE 29 dicembre 1990, n. 408, su Normattiva. URL consultato il 2 maggio 2024.
2. ↑   DECRETO LEGISLATIVO 18 dicembre 1997, n. 472, su Normattiva. URL consultato il 2 maggio 2024.
3. ↑   Ministero dell'economia e delle finanze, DECRETO 12 dicembre 2011, su gazzettaufficiale.it. URL consultato il 2 maggio 2024.